# Lancia

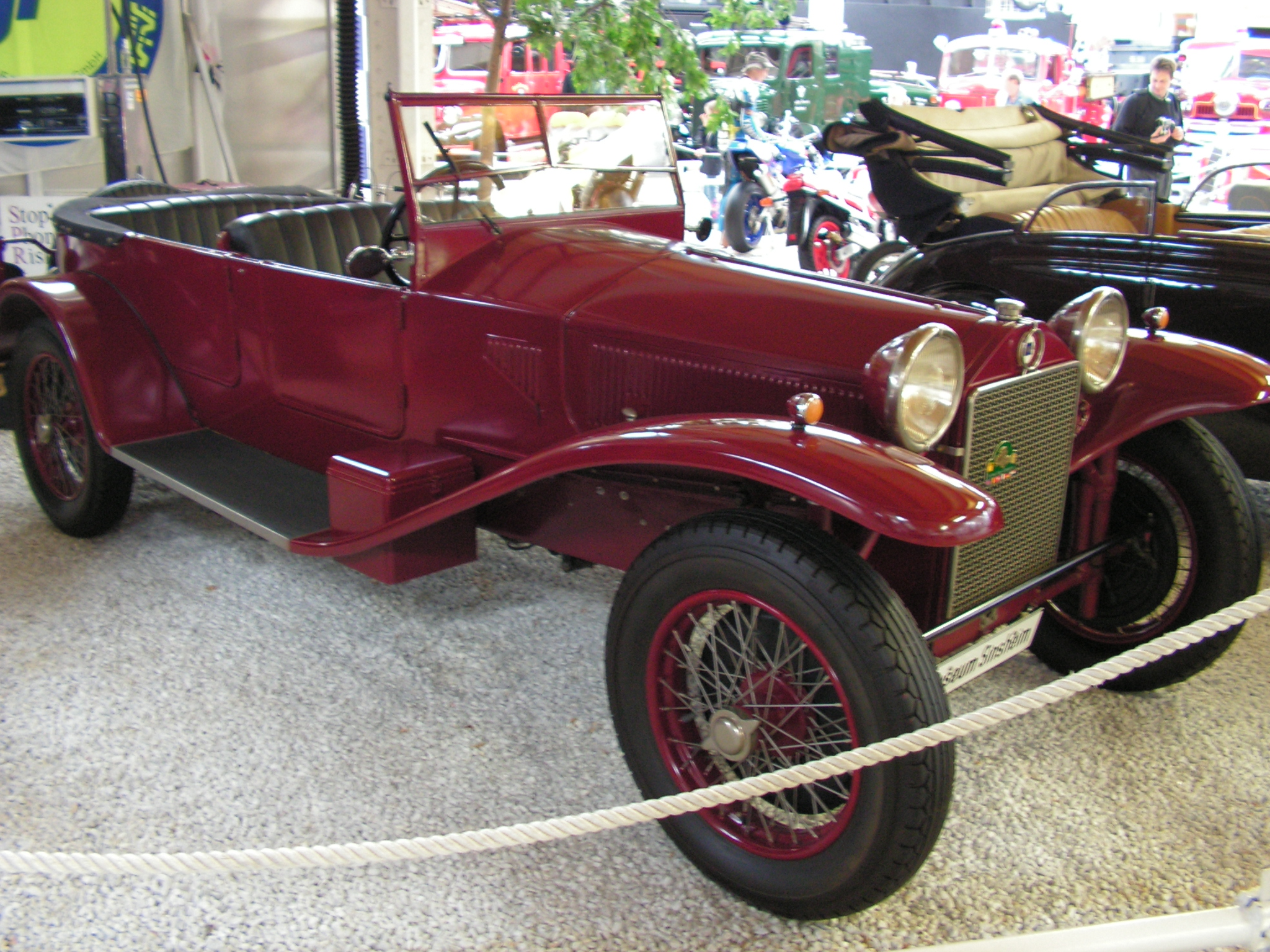
Lancia Lambda

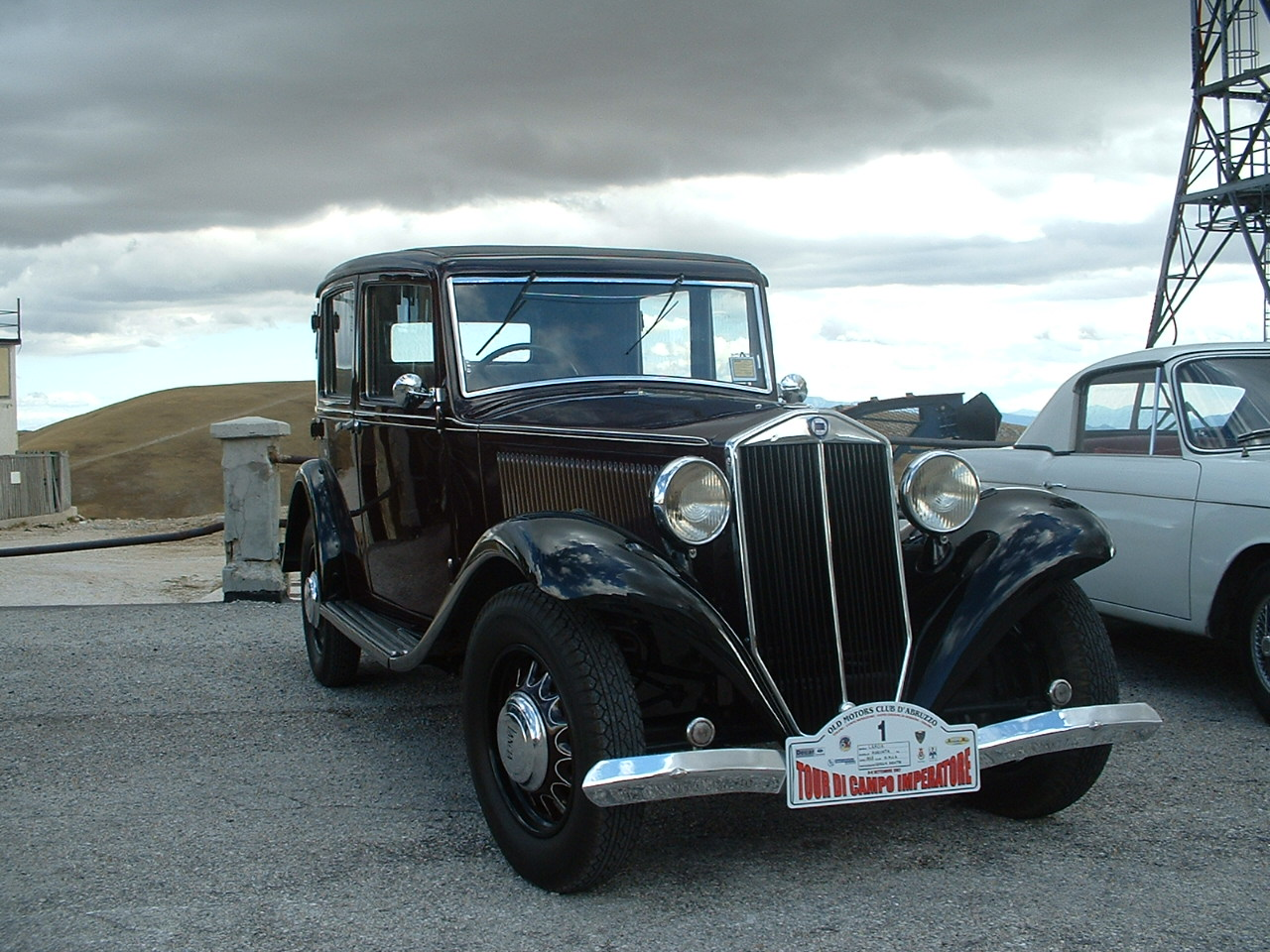
Lancia Augusta uit 1935

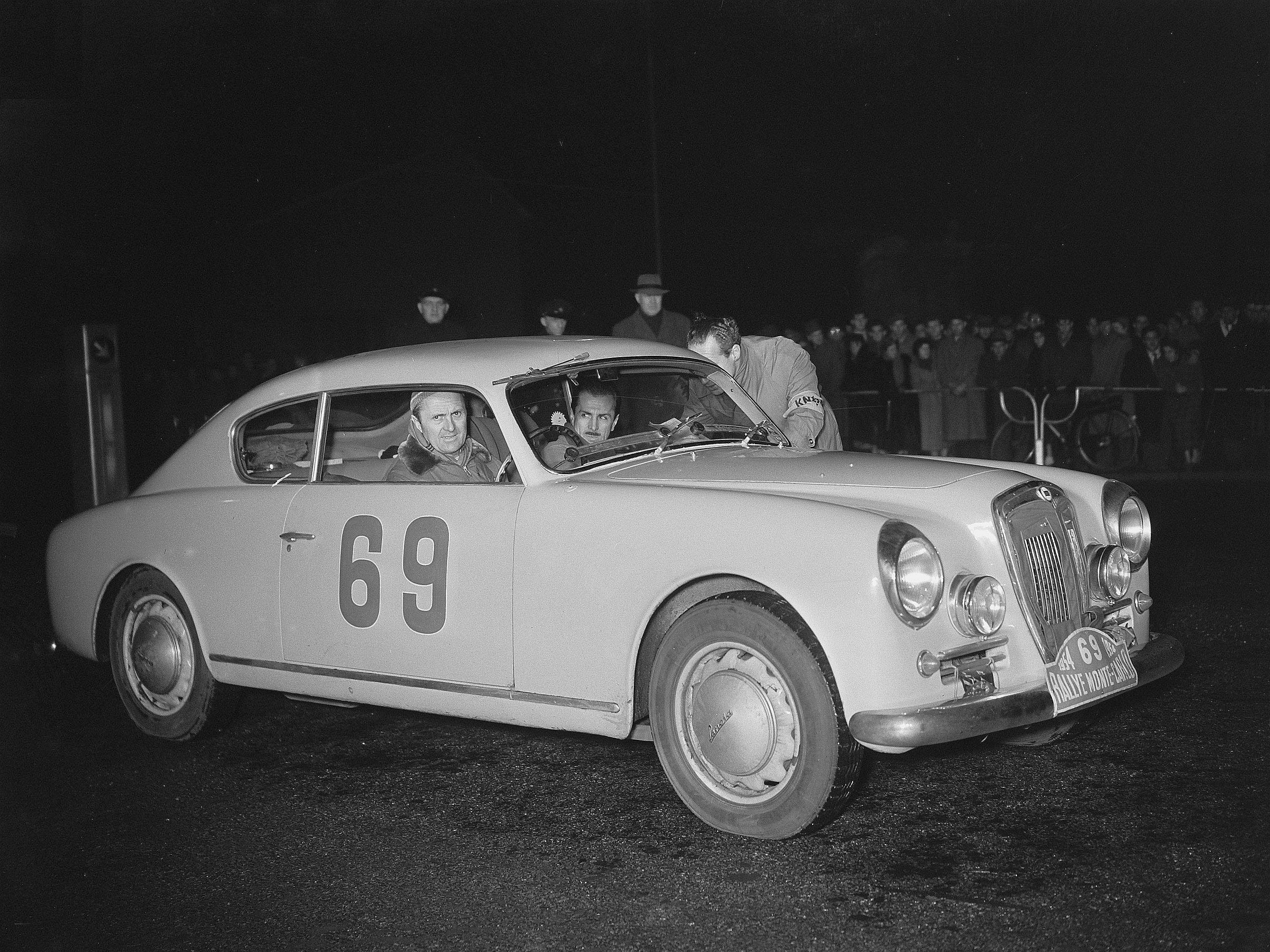
Lancia Aurelia, 1954

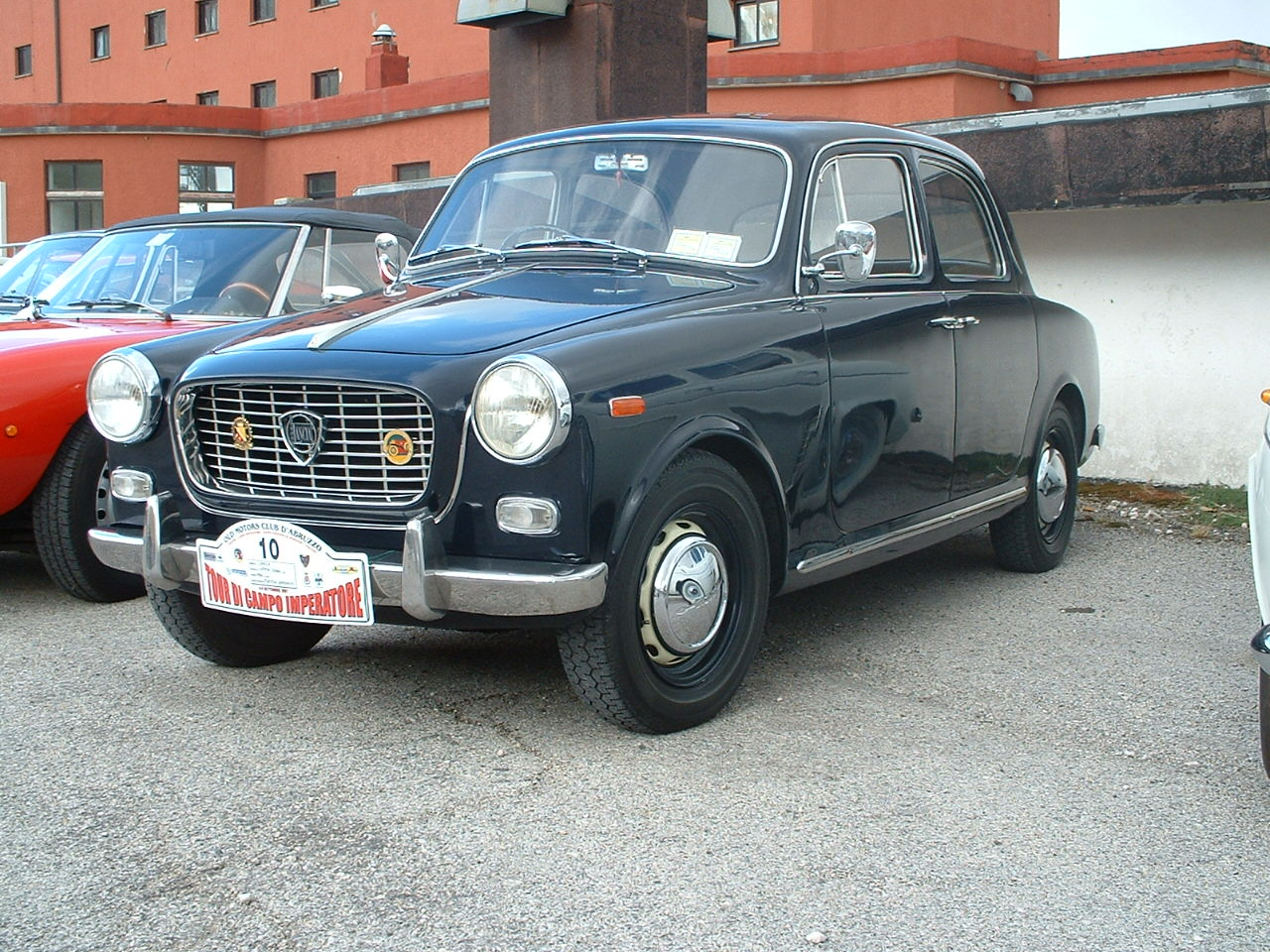
Lancia Appia uit 1961

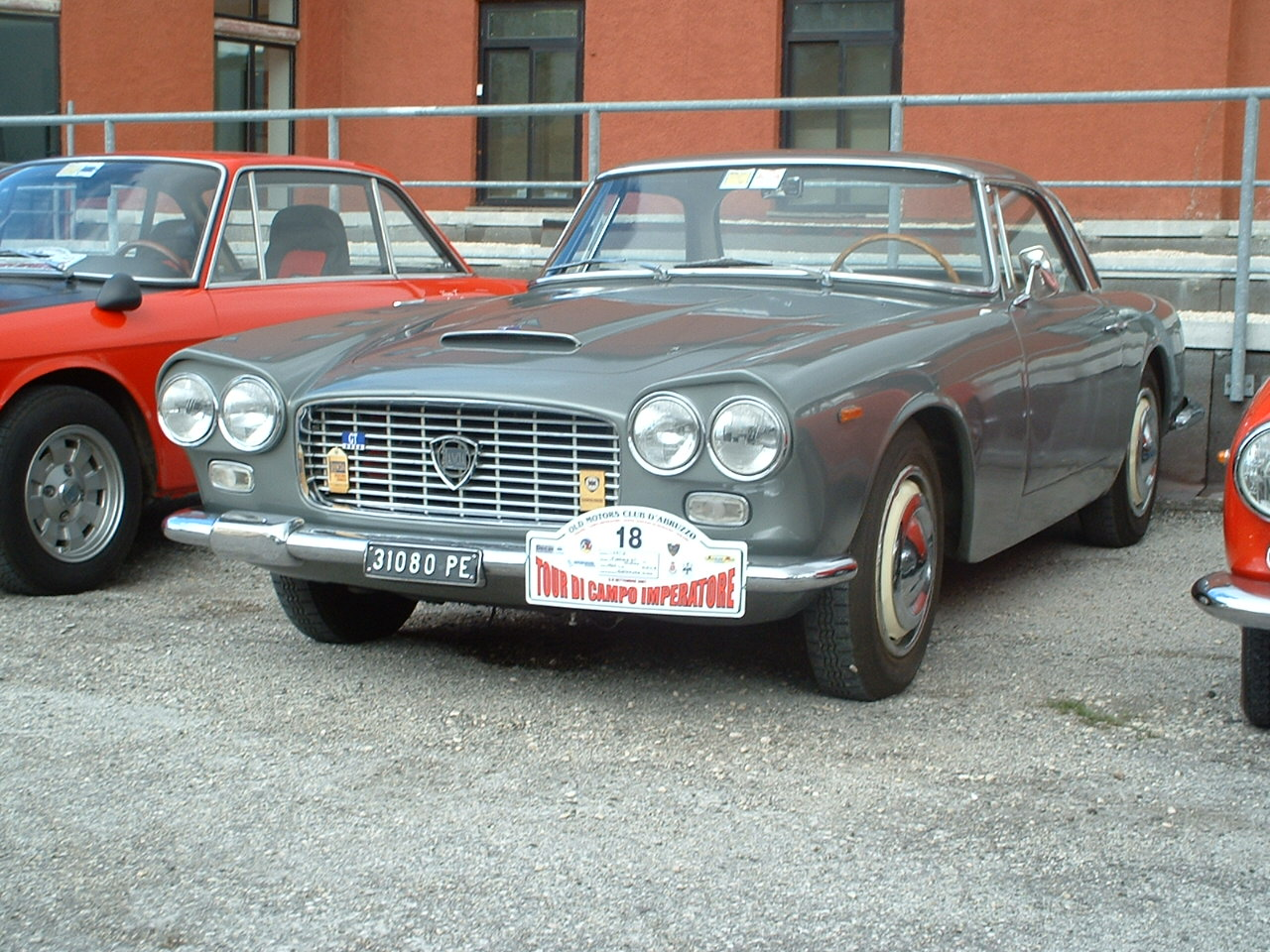
Lancia Flaminia uit 1963

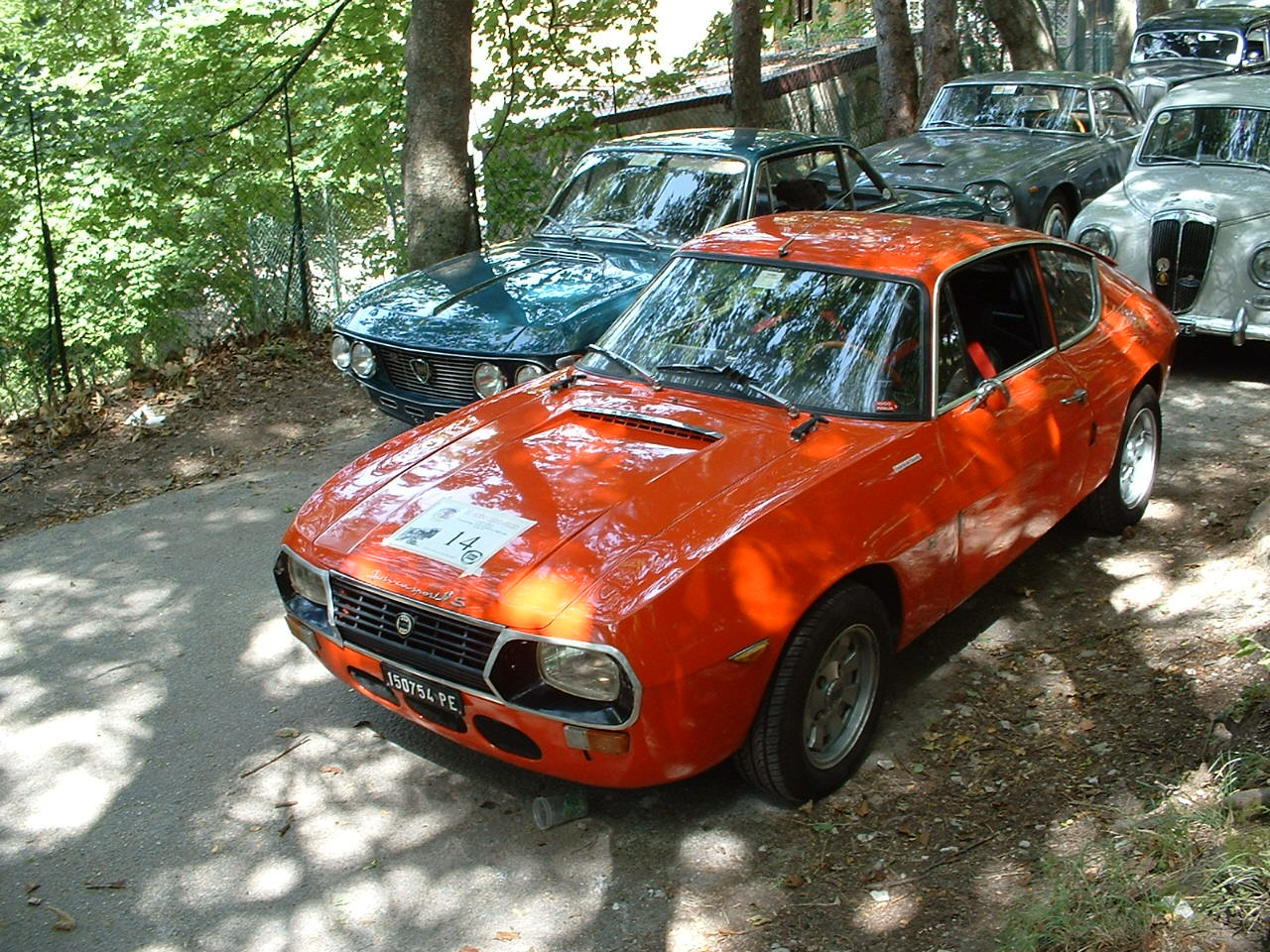
Lancia Fulvia Sport 1.3 Zagato II uit 1971

Lancia, sinds 2021 onderdeel van de Stellantis-groep, is een Italiaans automerk en voormalig vrachtwagenmerk.
In 2014 werd bekendgemaakt dat buiten Italië Lancia zou ophouden te bestaan; alleen binnen Italië blijft men de Lancia modellen aanbieden.
In augustus 2021 kondigde Stellantis aan dat Lancia vanaf 2026 volledig elektrisch wordt met modellen die ook weer buiten Italië zullen worden aangeboden.

## Geschiedenis
Het begon toen Vincenzo Lancia besloot om een autobedrijf te starten. Hij nam zijn partner Claudio Fogolin, die hij bij FIAT had ontmoet, mee. Hun eerste auto, de Alfa, was in september 1907 klaar. De Alfa werd kort daarop opgevolgd door de Dialfa. Deze had zes cilinders en er zijn er maar 23 van gemaakt. Vervolgens werden er in korte tijd de Lancia Beta, Gamma en Delta uitgebracht. In 1913 werd de Eta gemaakt met elektrische lichten als optie.
Er waren in de Eerste Wereldoorlog nog meer auto’s gemaakt die gebruikt werden door het leger. Ook in deze periode werd het logo ontworpen door hertog Carlo Biscaretti di Ruffia. Het moest een stuur voorstellen. Na de oorlog werd de Kappa in productie genomen en werd er een prototype van een auto met V12-motor gemaakt. Deze is nooit in productie genomen omdat dat te duur was. Lancia ging wel vaker een V-motor gebruiken. Daarna kwam de Dikappa en de Trikappa. Deze auto’s waren erg duur en dus alleen voor de rijken. In 1922 maakt Vincenzo dan de beroemde Lambda. De Lambda was de eerste auto ter wereld met een zelfdragende carrosserie, had een V4-motor en onafhankelijke wielophanging. Het was een van de meest inovatieve auto's ooit en de grote doorbraak van het merk Lancia. Er zijn 13.000 exemplaren gebouwd in negen series.
De Lambda werd gevolgd door de Dilambda, een groter model met een V8 motor. Vervolgens, in 1933, kwam Lancia met hun eerste kleine familie-auto: de Augusta. Het was de eerste sedan en tevens de eerste gesloten auto. Later ontwikkelde Lancia de Aprilia, een van de eerste auto's met onafhankelijk geveerde wielen. De Aprilia was niet erg snel maar stuurde wel goed en was comfortabel. De Astura kwam daarna als opvolger van de Dilambda. De Astura had een V8-motor en kon een snelheid behalen van 125 km/h. Een kleiner model daarvan, de Artena werd ook gemaakt.
Na de oorlog werd er een nieuw model gemaakt door Lancia. Ook was Gianni Lancia - een van de twee zonen van Vincenzo Lancia - de baas geworden van Lancia. Lancia had Vittorio Jano gevraagd of hij een model wilde ontwerpen. Jano ontwierp toen de Aurelia. De Aurelia had een V6-motor met een inhoud van 1754 cc. Een jaar later ontwierp Pininfarina de GT Coupé en de GT Spyder. Lancia ging zich meer op de racewereld toespitsen maar ondanks de successen ging het steeds slechter met Lancia. Toch ging het merk in de Formule 1 racen met auto’s van Jano. Ze hadden zelfs de beste rijder van toen, Alberto Ascari. Maar omdat hij al snel overleed door een crash was het afgelopen met Lancia in de Formule 1. De auto’s werden aan Ferrari gegeven. Het ging daardoor nog slechter. Nadien ging het plots weer beter met het merk door de beroemde en goed verkochte Flaminia.
In 1964 kwamen de Flavia die was ontwikkeld door Dr. Fessia die van Fiat kwam, de Fulvia die in de plaats van de kleine Appia en de Flaminia. De Flavia en de Fulvia zijn nu de beroemdste Lancia’s. In 1964 verkocht Lancia 30.000 auto’s. Later in de jaren 1960 ging het bedrijf naar de Verenigde Staten met de nieuwe Beta. Ook werd Lancia overgenomen door Fiat. Zo kon Lancia veel meer auto’s maken in de fabrieken van Fiat. Zo verschenen de Beta Coupé, de Beta Spyder en de Beta HPE. Ook werd de Stratos gemaakt.
Ook de Gamma (Sedan, 5-deurs en Coupé) werd onder de regie van Fiat ontwikkeld. Deze Gamma was leverbaar met een 4-cilinder boxermotor.
In de jaren 1980 werkte Lancia nauw samen met het Zweedse Saab. De Lancia Delta werd als Saab 600 verkocht in Zweden en de Lancia Thema, Alfa Romeo 164, Saab 9000 en Fiat Croma stonden op hetzelfde onderstel.
Buiten Italië werd de Autobianchi Y10 in 1985 op de markt gebracht als Lancia.
In de jaren 90 werd de Delta II, Dedra (Sedan en SW), Kappa (Sedan, Coupé, SW), Lybra (Sedan en SW) en de Y (Ypsilon) (1996) op de markt gebracht.
In het nieuwe millennium kwam de Thesis, de Musa (Fiat Idea basis), Ypsilon (2e generatie) en de Delta III op de markt. Na de fusie met Chrysler werden de nieuwe Lancia Thema en de Lancia Voyager gelanceerd. De laatste twee zijn respectievelijk verwant aan de Chrysler 300C en aan de Chrysler Voyager. Begin 2012 is er een cabriolet op de markt, de Lancia Flavia (verwant aan de Chrysler 200). In 2011 kwam de 3e generatie van de Ypsilon op de markt.

## Recentste modellen
De laatste vijf verschillende Lancia's zijn hieronder afgebeeld:
de Lancia Delta, de Lancia Thema en de Lancia Voyager (alle uit productie).
De laatste twee zijn verwant aan de Chrysler 300C (Lancia Thema) en aan de Chrysler Voyager (Lancia Voyager).
Begin 2012 kwam er een cabriolet op de markt, de Lancia Flavia (uit productie) (verwant aan de Chrysler 200).
De Lancia Ypsilon 5-deurs is als enige nog nieuw te koop, maar enkel in Italië.
| Ypsilon                         | Delta                                     | Flavia                | Thema                       | Voyager                     |
| ------------------------------- | ----------------------------------------- | --------------------- | --------------------------- | --------------------------- |
| - Supermini - 5-deurs hatchback | - Kleine familiewagen - 5-deurs hatchback | - Cabriolet - 2-deurs | - Zakenauto - 4-deurs sedan | - Minibus - 4-deurs minibus |
|                                 |                                           |                       |                             |                             |

### Inkrimping
Lancia werkte inmiddels nauw samen met Chrysler.
Het was de bedoeling dat Chrysler en Lancia in elkaar werden geschoven tot een modellengamma waarbij het zustermerken werden, vergelijkbaar met de badge-engineering-constructie Opel en Vauxhall.
In 2014 werd echter bekendgemaakt dat buiten Italië Lancia zou ophouden te bestaan; alleen binnen Italië bleef men de Lanciamodellen aanbieden. Op 18 oktober 2016 viel uiteindelijk voor Lancia Nederland het doek, sindsdien worden er in Nederland geen Lancia's meer verkocht. In Italië werd alleen nog de Lancia Ypsilon verkocht.

### Herlancering
Eind 2021 kondigde Lancia aan dat het vanaf 2024 met nieuwe elekrische modellen komt, waaronder in eerste instantie een volledig elektrische Ypsilon, die ook weer buiten Italië verkrijgbaar zullen zijn.
Vanaf juni 2024 werden opnieuw 6 buitenlandse showrooms geopend, met name in België en Luxemburg. Daar moeten in 2024 10 showrooms komen. Een tienjarenplan voorziet zeventig nieuwe dealers in grote steden in Europa, en drie nieuwe modellen.

## Lancia en motorsport

### Formule 1
Na de oorlog wilde Gianni Lancia, de nieuwe directeur, graag racen in de Formule 1. Vittoro Jano ontwierp voor hem de Lancia D50. De eerste Grand Prix waaraan Lancia deelnam was de Grand Prix van Spanje in 1954. Alberto Ascari reed met zijn Lancia naar de Pole position en reed de snelste ronde.
Het Formule 1-avontuur duurde niet lang. Na de dood van Alberto Ascari en door financiële problemen trok het team zich terug uit de Formule 1 en verkocht het team aan Ferrari dat in 1956 met de wagen nog wereldkampioen werd. Lancia heeft twee keer gewonnen en 10 keer het podium gehaald.

### Rally
Op sportief gebied heeft Lancia veel succes gekend, gesteund door Martini-Racing. Naast successen op het circuit, in onder andere het World Sports Car-kampioenschap, is het merk voornamelijk bekend met rally-successen. Het merk was er al vroeg bij, maar grote resultaten kwamen er vanaf de jaren zestig. In de jaren zeventig won het driemaal het constructeurskampioenschap met de Stratos. Na een enkele overwinning in 1983 pakte het team de reeks weer op in 1987 en wist het voort te zetten tot en met 1992. Lancia had zich officieel al na 1991 teruggetrokken uit het WK-Rally. Het is qua statistieken nog steeds het succesvolste team in de geschiedenis van de rallysport.

## Trivia
- In 2007 kon je een Lancia Urban Bike bestellen bij de Lancia dealer voor 3.300 €. Het gewicht van de fiets bedroeg minder dan 11 kg dankzij het gebruik van aluminium, carbon en magnesium.  De fiets was ontworpen door Lancia in samenwerking met MomoDesign.[5]
- In 2009 bracht Lancia een speedboot uit met de naam Lancia di Lancia.[6] De presentatie gebeurde tijdens het Filmfestival in Venetië. De speedboot was gebouwd door de Italiaanse scheepsbouwer SACS Marine en ontworpen door Christian Grande DesignWorks.[7]
- In 2021 bracht Lancia, in samenwerking met MT Distribution, een elektrische step uit: de Ypsilon e-scooter. Deze is te koop via Italiaanse Lancia dealers en e-commerce.[8][9]

## Modeloverzicht
| « vorig — Lancia-modellen van 1980 tot heden | « vorig — Lancia-modellen van 1980 tot heden | « vorig — Lancia-modellen van 1980 tot heden | « vorig — Lancia-modellen van 1980 tot heden | « vorig — Lancia-modellen van 1980 tot heden | « vorig — Lancia-modellen van 1980 tot heden | « vorig — Lancia-modellen van 1980 tot heden | « vorig — Lancia-modellen van 1980 tot heden | « vorig — Lancia-modellen van 1980 tot heden | « vorig — Lancia-modellen van 1980 tot heden | « vorig — Lancia-modellen van 1980 tot heden | « vorig — Lancia-modellen van 1980 tot heden | « vorig — Lancia-modellen van 1980 tot heden | « vorig — Lancia-modellen van 1980 tot heden | « vorig — Lancia-modellen van 1980 tot heden | « vorig — Lancia-modellen van 1980 tot heden | « vorig — Lancia-modellen van 1980 tot heden | « vorig — Lancia-modellen van 1980 tot heden | « vorig — Lancia-modellen van 1980 tot heden | « vorig — Lancia-modellen van 1980 tot heden | « vorig — Lancia-modellen van 1980 tot heden | « vorig — Lancia-modellen van 1980 tot heden | « vorig — Lancia-modellen van 1980 tot heden | « vorig — Lancia-modellen van 1980 tot heden | « vorig — Lancia-modellen van 1980 tot heden | « vorig — Lancia-modellen van 1980 tot heden | « vorig — Lancia-modellen van 1980 tot heden | « vorig — Lancia-modellen van 1980 tot heden | « vorig — Lancia-modellen van 1980 tot heden | « vorig — Lancia-modellen van 1980 tot heden | « vorig — Lancia-modellen van 1980 tot heden | « vorig — Lancia-modellen van 1980 tot heden | « vorig — Lancia-modellen van 1980 tot heden | « vorig — Lancia-modellen van 1980 tot heden | « vorig — Lancia-modellen van 1980 tot heden | « vorig — Lancia-modellen van 1980 tot heden | « vorig — Lancia-modellen van 1980 tot heden | « vorig — Lancia-modellen van 1980 tot heden | « vorig — Lancia-modellen van 1980 tot heden | « vorig — Lancia-modellen van 1980 tot heden | « vorig — Lancia-modellen van 1980 tot heden | « vorig — Lancia-modellen van 1980 tot heden | « vorig — Lancia-modellen van 1980 tot heden | « vorig — Lancia-modellen van 1980 tot heden | « vorig — Lancia-modellen van 1980 tot heden | « vorig — Lancia-modellen van 1980 tot heden | « vorig — Lancia-modellen van 1980 tot heden |
| -------------------------------------------- | -------------------------------------------- | -------------------------------------------- | -------------------------------------------- | -------------------------------------------- | -------------------------------------------- | -------------------------------------------- | -------------------------------------------- | -------------------------------------------- | -------------------------------------------- | -------------------------------------------- | -------------------------------------------- | -------------------------------------------- | -------------------------------------------- | -------------------------------------------- | -------------------------------------------- | -------------------------------------------- | -------------------------------------------- | -------------------------------------------- | -------------------------------------------- | -------------------------------------------- | -------------------------------------------- | -------------------------------------------- | -------------------------------------------- | -------------------------------------------- | -------------------------------------------- | -------------------------------------------- | -------------------------------------------- | -------------------------------------------- | -------------------------------------------- | -------------------------------------------- | -------------------------------------------- | -------------------------------------------- | -------------------------------------------- | -------------------------------------------- | -------------------------------------------- | -------------------------------------------- | -------------------------------------------- | -------------------------------------------- | -------------------------------------------- | -------------------------------------------- | -------------------------------------------- | -------------------------------------------- | -------------------------------------------- | -------------------------------------------- | -------------------------------------------- | -------------------------------------------- |
| Type                                         | 1980                                         | 1980                                         | 1980                                         | 1980                                         | 1980                                         | 1980                                         | 1980                                         | 1980                                         | 1980                                         | 1980                                         | 1990                                         | 1990                                         | 1990                                         | 1990                                         | 1990                                         | 1990                                         | 1990                                         | 1990                                         | 1990                                         | 1990                                         | 2000                                         | 2000                                         | 2000                                         | 2000                                         | 2000                                         | 2000                                         | 2000                                         | 2000                                         | 2000                                         | 2000                                         | 2010                                         | 2010                                         | 2010                                         | 2010                                         | 2010                                         | 2010                                         | 2010                                         | 2010                                         | 2010                                         | 2010                                         | 2020                                         | 2020                                         | 2020                                         | 2020                                         | 2020                                         |                                              |
| Type                                         | 0                                            | 1                                            | 2                                            | 3                                            | 4                                            | 5                                            | 6                                            | 7                                            | 8                                            | 9                                            | 0                                            | 1                                            | 2                                            | 3                                            | 4                                            | 5                                            | 6                                            | 7                                            | 8                                            | 9                                            | 0                                            | 1                                            | 2                                            | 3                                            | 4                                            | 5                                            | 6                                            | 7                                            | 8                                            | 9                                            | 0                                            | 1                                            | 2                                            | 3                                            | 4                                            | 5                                            | 6                                            | 7                                            | 8                                            | 9                                            | 0                                            | 1                                            | 2                                            | 3                                            | 4                                            |                                              |
| Compacte klasse                              | A112                                         | A112                                         | A112                                         | A112                                         | A112                                         | Y10                                          | Y10                                          | Y10                                          | Y10                                          | Y10                                          | Y10                                          | Y10                                          | Y10                                          | Y10                                          | Y10                                          | Y10                                          | Y                                            | Y                                            | Y                                            | Y                                            | Y                                            | Y                                            | Y                                            | Y                                            | Ypsilon II                                   | Ypsilon II                                   | Ypsilon II                                   | Ypsilon II                                   | Ypsilon II                                   | Ypsilon II                                   | Ypsilon II                                   | Ypsilon III                                  | Ypsilon III                                  | Ypsilon III                                  | Ypsilon III                                  | Ypsilon III                                  | Ypsilon III                                  | Ypsilon III                                  | Ypsilon III                                  | Ypsilon III                                  | Ypsilon III                                  | Ypsilon III                                  | Ypsilon III                                  | Ypsilon III                                  | Ypsilon IV                                   |                                              |
| Compacte middenklasse                        | Delta I                                      | Delta I                                      | Delta I                                      | Delta I                                      | Delta I                                      | Delta I                                      | Delta I                                      | Delta I                                      | Delta I                                      | Delta I                                      | Delta I                                      | Delta I                                      | Delta I                                      | Delta II                                     | Delta II                                     | Delta II                                     | Delta II                                     | Delta II                                     | Delta II                                     | Delta II                                     |                                              |                                              |                                              |                                              |                                              |                                              |                                              |                                              | Delta III                                    | Delta III                                    | Delta III                                    | Delta III                                    | Delta III                                    | Delta III                                    | Delta III                                    |                                              |                                              |                                              |                                              |                                              |                                              |                                              |                                              |                                              |                                              |                                              |
| Middenklasse                                 | Beta                                         |                                              | Prisma                                       | Prisma                                       | Prisma                                       | Prisma                                       | Prisma                                       | Prisma                                       | Prisma                                       | Prisma                                       | Dedra                                        | Dedra                                        | Dedra                                        | Dedra                                        | Dedra                                        | Dedra                                        | Dedra                                        | Dedra                                        | Dedra                                        | Lybra                                        | Lybra                                        | Lybra                                        | Lybra                                        | Lybra                                        | Lybra                                        | Lybra                                        |                                              |                                              |                                              |                                              |                                              |                                              |                                              |                                              |                                              |                                              |                                              |                                              |                                              |                                              |                                              |                                              |                                              |                                              |                                              |                                              |
| Middenklasse                                 | Trevi                                        |                                              |                                              |                                              |                                              |                                              |                                              |                                              |                                              |                                              |                                              |                                              |                                              |                                              |                                              |                                              |                                              |                                              |                                              |                                              |                                              |                                              |                                              |                                              |                                              |                                              |                                              |                                              |                                              |                                              |                                              |                                              |                                              |                                              |                                              |                                              |                                              |                                              |                                              |                                              |                                              |                                              |                                              |                                              |                                              |                                              |
| Hogere middenklasse                          | Gamma                                        | Gamma                                        | Gamma                                        | Gamma                                        | Thema I                                      | Thema I                                      | Thema I                                      | Thema I                                      | Thema I                                      | Thema I                                      | Thema I                                      | Thema I                                      | Thema I                                      | Thema I                                      | Thema I                                      | K                                            | K                                            | K                                            | K                                            | K                                            | K                                            | K                                            | Thesis                                       | Thesis                                       | Thesis                                       | Thesis                                       | Thesis                                       | Thesis                                       | Thesis                                       |                                              |                                              | Thema II                                     | Thema II                                     | Thema II                                     | Thema II                                     |                                              |                                              |                                              |                                              |                                              |                                              |                                              |                                              |                                              |                                              |                                              |
| Coupé                                        | Beta Coupé                                   | Beta Coupé                                   | Beta Coupé                                   | Beta Coupé                                   | Beta Coupé                                   |                                              |                                              |                                              |                                              |                                              |                                              |                                              |                                              |                                              |                                              |                                              |                                              |                                              |                                              |                                              |                                              |                                              |                                              |                                              |                                              |                                              |                                              |                                              |                                              |                                              |                                              |                                              |                                              |                                              |                                              |                                              |                                              |                                              |                                              |                                              |                                              |                                              |                                              |                                              |                                              |                                              |
| Coupé                                        | Gamma Coupé                                  | Gamma Coupé                                  | Gamma Coupé                                  | Gamma Coupé                                  | Gamma Coupé                                  |                                              |                                              |                                              |                                              |                                              |                                              |                                              |                                              |                                              |                                              |                                              |                                              | K Coupé                                      | K Coupé                                      | K Coupé                                      | K Coupé                                      |                                              |                                              |                                              |                                              |                                              |                                              |                                              |                                              |                                              |                                              |                                              |                                              |                                              |                                              |                                              |                                              |                                              |                                              |                                              |                                              |                                              |                                              |                                              |                                              |                                              |
| Cabriolet                                    |                                              |                                              |                                              |                                              |                                              |                                              |                                              |                                              |                                              |                                              |                                              |                                              |                                              |                                              |                                              |                                              |                                              |                                              |                                              |                                              |                                              |                                              |                                              |                                              |                                              |                                              |                                              |                                              |                                              |                                              |                                              |                                              | Flavia II                                    | Flavia II                                    | Flavia II                                    |                                              |                                              |                                              |                                              |                                              |                                              |                                              |                                              |                                              |                                              |                                              |
| Sportwagen                                   | Montecarlo                                   | Montecarlo                                   |                                              |                                              |                                              |                                              | Delta HF Integrale                           | Delta HF Integrale                           | Delta HF Integrale                           | Delta HF Integrale                           | Delta HF Integrale                           | Delta HF Integrale                           | Delta HF Integrale                           | Delta HF Integrale                           |                                              |                                              |                                              |                                              |                                              |                                              |                                              |                                              |                                              |                                              |                                              |                                              |                                              |                                              |                                              |                                              |                                              |                                              |                                              |                                              |                                              |                                              |                                              |                                              |                                              |                                              |                                              |                                              |                                              |                                              |                                              |                                              |
| Sportwagen                                   |                                              |                                              | Rally "037"                                  | Rally "037"                                  | Rally "037"                                  | Delta S4                                     | Delta S4                                     |                                              |                                              |                                              |                                              |                                              |                                              |                                              |                                              |                                              |                                              |                                              |                                              |                                              |                                              |                                              |                                              |                                              |                                              |                                              |                                              |                                              |                                              |                                              |                                              |                                              |                                              |                                              |                                              |                                              |                                              |                                              |                                              |                                              |                                              |                                              |                                              |                                              |                                              |                                              |
| Mini MPV                                     |                                              |                                              |                                              |                                              |                                              |                                              |                                              |                                              |                                              |                                              |                                              |                                              |                                              |                                              |                                              |                                              |                                              |                                              |                                              |                                              |                                              |                                              |                                              |                                              | Musa                                         | Musa                                         | Musa                                         | Musa                                         | Musa                                         | Musa                                         | Musa                                         | Musa                                         | Musa                                         |                                              |                                              |                                              |                                              |                                              |                                              |                                              |                                              |                                              |                                              |                                              |                                              |                                              |
| MPV                                          |                                              |                                              |                                              |                                              |                                              |                                              |                                              |                                              |                                              |                                              |                                              |                                              |                                              |                                              | Z                                            | Z                                            | Z                                            | Z                                            | Z                                            | Z                                            | Z                                            | Z                                            | Phedra                                       | Phedra                                       | Phedra                                       | Phedra                                       | Phedra                                       | Phedra                                       | Phedra                                       | Phedra                                       | Phedra                                       | Voyager                                      | Voyager                                      | Voyager                                      | Voyager                                      | Voyager                                      |                                              |                                              |                                              |                                              |                                              |                                              |                                              |                                              |                                              |                                              |
| Eigenaar                                     | FIAT S.p.A.                                  | FIAT S.p.A.                                  | FIAT S.p.A.                                  | FIAT S.p.A.                                  | FIAT S.p.A.                                  | FIAT S.p.A.                                  | FIAT S.p.A.                                  | FIAT S.p.A.                                  | FIAT S.p.A.                                  | FIAT S.p.A.                                  | FIAT S.p.A.                                  | FIAT S.p.A.                                  | FIAT S.p.A.                                  | FIAT S.p.A.                                  | FIAT S.p.A.                                  | FIAT S.p.A.                                  | FIAT S.p.A.                                  | FIAT S.p.A.                                  | FIAT S.p.A.                                  | FIAT S.p.A.                                  | FIAT S.p.A.                                  | FIAT S.p.A.                                  | FIAT S.p.A.                                  | FIAT S.p.A.                                  | FIAT S.p.A.                                  | FIAT S.p.A.                                  | FIAT S.p.A.                                  | FIAT S.p.A.                                  | FIAT S.p.A.                                  | FIAT S.p.A.                                  | FIAT S.p.A.                                  | FIAT S.p.A.                                  | FIAT S.p.A.                                  | FIAT S.p.A.                                  | FIAT S.p.A.                                  | FCA                                          | FCA                                          | FCA                                          | FCA                                          | FCA                                          | FCA                                          | Stellantis                                   | Stellantis                                   | Stellantis                                   | Stellantis                                   |                                              |


| Type                  | 1940    | 1940    | 1940    | 1940    | 1940    | 1940    | 1940    | 1940    | 1940    | 1940    | 1950    | 1950        | 1950        | 1950        | 1950        | 1950        | 1950        | 1950         | 1950         | 1950            | 1960            | 1960            | 1960            | 1960           | 1960           | 1960           | 1960           | 1960         | 1960         | 1960         | 1970         | 1970         | 1970         | 1970         | 1970         | 1970            | 1970            | 1970            | 1970            | 1970        |
| Type                  | 0       | 1       | 2       | 3       | 4       | 5       | 6       | 7       | 8       | 9       | 0       | 1           | 2           | 3           | 4           | 5           | 6           | 7            | 8            | 9               | 0               | 1               | 2               | 3              | 4              | 5              | 6              | 7            | 8            | 9            | 0            | 1            | 2            | 3            | 4            | 5               | 6               | 7               | 8               | 9           |
| Compacte middenklasse | Ardea   | Ardea   | Ardea   | Ardea   | Ardea   | Ardea   | Ardea   | Ardea   | Ardea   | Ardea   | Ardea   | Ardea       | Ardea       | Appia       | Appia       | Appia       | Appia       | Appia        | Appia        | Appia           | Appia           | Appia           | Appia           | Appia          |                |                |                |              |              |              |              |              |              |              |              |                 |                 |                 |                 | Delta I     |
| Middenklasse          | Aprilia | Aprilia | Aprilia | Aprilia | Aprilia | Aprilia | Aprilia | Aprilia | Aprilia | Aprilia |         |             |             |             |             |             |             |              |              |                 |                 |                 |                 | Fulvia         | Fulvia         | Fulvia         | Fulvia         | Fulvia       | Fulvia       | Fulvia       | Fulvia       | Fulvia       | Fulvia       | Beta         | Beta         | Beta            | Beta            | Beta            | Beta            | Beta        |
| Hogere middenklasse   | Artena  | Artena  | Artena  |         |         |         |         |         |         |         |         |             |             |             |             |             |             |              |              |                 | Flavia I        | Flavia I        | Flavia I        | Flavia I       | Flavia I       | Flavia I       | Flavia I       | Flavia I     | Flavia I     | Flavia I     | Flavia I     | 2000         | 2000         | 2000         | 2000         |                 | Gamma           | Gamma           | Gamma           | Gamma       |
| Topklasse             |         |         |         |         |         |         |         |         |         |         | Aurelia | Aurelia     | Aurelia     | Aurelia     | Aurelia     | Aurelia     | Aurelia     | Flaminia     | Flaminia     | Flaminia        | Flaminia        | Flaminia        | Flaminia        | Flaminia       | Flaminia       | Flaminia       | Flaminia       | Flaminia     | Flaminia     | Flaminia     | Flaminia     |              |              |              |              |                 |                 |                 |                 |             |
| Coupé                 |         |         |         |         |         |         |         |         |         |         |         |             |             |             |             |             |             | Appia Coupé  | Appia Coupé  | Appia Coupé     | Appia Coupé     | Appia Coupé     | Appia Coupé     | Appia Coupé    |                | Fulvia Coupé   | Fulvia Coupé   | Fulvia Coupé | Fulvia Coupé | Fulvia Coupé | Fulvia Coupé | Fulvia Coupé | Fulvia Coupé | Fulvia Coupé | Fulvia Coupé | Fulvia Coupé    | Fulvia Coupé    |                 |                 |             |
| Coupé                 |         |         |         |         |         |         |         |         |         |         |         |             |             |             |             |             |             |              |              |                 |                 |                 |                 |                |                |                |                |              |              |              |              |              | Beta Coupé   |              |              |                 |                 |                 |                 |             |
| Coupé                 |         |         |         |         |         |         |         |         |         |         |         |             |             |             |             |             |             |              |              |                 |                 |                 | Flavia Coupé    | Flavia Coupé   | Flavia Coupé   | Flavia Coupé   | Flavia Coupé   | Flavia Coupé | Flavia Coupé | Flavia Coupé | Flavia Coupé | 2000 Coupé   | 2000 Coupé   | 2000 Coupé   | 2000 Coupé   |                 | Gamma Coupé     | Gamma Coupé     | Gamma Coupé     | Gamma Coupé |
| Coupé                 |         |         |         |         |         |         |         |         |         |         |         | Aurelia B20 | Aurelia B20 | Aurelia B20 | Aurelia B20 | Aurelia B20 | Aurelia B20 | Aurelia B20  | Aurelia B20  | Flaminia Coupé  | Flaminia Coupé  | Flaminia Coupé  | Flaminia Coupé  | Flaminia Coupé | Flaminia Coupé | Flaminia Coupé | Flaminia Coupé |              |              |              |              |              |              |              |              |                 |                 |                 |                 |             |
| Cabriolet             |         |         |         |         |         |         |         |         |         |         |         |             |             |             |             |             |             | Appia Cabrio | Appia Cabrio | Appia Cabrio    | Appia Cabrio    | Appia Cabrio    | Appia Cabrio    | Appia Cabrio   |                |                |                |              |              |              |              |              |              |              | Beta Spider  | Beta Spider     | Beta Spider     | Beta Spider     | Beta Spider     | Beta Spider |
| Cabriolet             |         |         |         |         |         |         |         |         |         |         |         |             |             |             |             | Aurelia B24 | Aurelia B24 | Aurelia B24  | Aurelia B24  | Flaminia Cabrio | Flaminia Cabrio | Flaminia Cabrio | Flaminia Cabrio | Flavia Cabrio  | Flavia Cabrio  | Flavia Cabrio  |                |              |              |              |              |              |              |              |              |                 |                 |                 |                 |             |
| Sportwagen            |         |         |         |         |         |         |         |         |         |         |         |             |             |             |             |             |             |              |              |                 |                 |                 |                 |                |                |                |                |              |              |              |              |              |              |              |              | Beta Montecarlo | Beta Montecarlo | Beta Montecarlo | Beta Montecarlo |             |
| Sportwagen            |         |         |         |         |         |         |         |         |         |         |         |             |             |             |             |             |             |              |              |                 |                 |                 |                 |                |                |                |                |              |              |              |              |              | Stratos HF   |              |              |                 |                 |                 |                 |             |
| Eigenaar              | Lancia  | Lancia  | Lancia  | Lancia  | Lancia  | Lancia  | Lancia  | Lancia  | Lancia  | Lancia  | Lancia  | Lancia      | Lancia      | Lancia      | Lancia      | Lancia      | Lancia      | Lancia       | Lancia       | Lancia          | Lancia          | Lancia          | Lancia          | Lancia         | Lancia         | Lancia         | Lancia         | Lancia       | Lancia       | FIAT S.p.A.  | FIAT S.p.A.  | FIAT S.p.A.  | FIAT S.p.A.  | FIAT S.p.A.  | FIAT S.p.A.  | FIAT S.p.A.     | FIAT S.p.A.     | FIAT S.p.A.     | FIAT S.p.A.     | FIAT S.p.A. |

